# باتريك بورنر
باتريك بورنر (بالفرنسية: Patrick Burner) (11 أبريل 1996 بفور دو فرانس في فرنسا - ) هو لاعب كرة قدم فرنسي في مركز الدفاع.

## روابط خارجية
- باتريك بورنر على موقع قاعدة بيانات كرة القدم.إي يو (الإنجليزية)
- باتريك بورنر على موقع ليكيب (الفرنسية)
- باتريك بورنر على موقع ناشيونال فوتبول تيمز (الإنجليزية)
- باتريك بورنر على موقع Soccerway.com (الإنجليزية)
- باتريك بورنر على موقع عالم كرة القدم.نت (الإنجليزية)
- باتريك بورنر على موقع AS.com (الإسبانية)